# Alfabeto gallego
El alfabeto gallego, según la representación gráfica moderna y oficial, tiene veintitrés letras y seis dígrafos, además de algunas letras (ç (ce cedilla), j (iota), k (ca), w (uve dobre), e y (i grego)) usadas en palabras extranjeras, abreviaturas y símbolos internacionales.
| Letra | Nombre | Fonema(s) que representa                                |
| ----- | ------ | ------------------------------------------------------- |
| A     | a      | /a/                                                     |
| B     | be     | /b/                                                     |
| C     | ce     | /θ/ (+ e e i; /s/ en zonas con seseo); /k/ (+ a, o e u) |
| D     | de     | /d/                                                     |
| E     | e      | /e/, /ɛ/                                                |
| F     | efe    | /f/                                                     |
| G     | gue    | /g/ (/ħ/ o /x/ en zonas con gheada)                     |
| H     | hache  |                                                         |
| I     | i      | /i/, /j/                                                |
| L     | ele    | /l/                                                     |
| M     | eme    | /m/                                                     |
| N     | ene    | /n/                                                     |
| Ñ     | eñe    | /ɲ/                                                     |
| O     | o      | /o/, /ɔ/                                                |
| P     | pe     | /p/                                                     |
| Q     | que    | /k/                                                     |
| R     | erre   | /r/, /ɾ/                                                |
| S     | ese    | /s/                                                     |
| T     | te     | /t/                                                     |
| U     | u      | /u/, /w/                                                |
| V     | uve    | /b/                                                     |
| X     | xe     | /ʃ/, /ks/                                               |
| Z     | zeta   | /θ/ (/s/ en zonas con seseo)                            |

| Dígrafo | Nombre     | Fonema(s) que representa |
| ------- | ---------- | ------------------------ |
| ch      | ce hache   | /tʃ/                     |
| gu      | gue u      | /g/                      |
| ll      | ele dobre  | /ʎ/                      |
| nh      | ene hache  | /ŋ/                      |
| qu      | que u      | /k/                      |
| rr      | erre dobre | /r/                      |

En el gallego-portugués existían también las letras j (/ʃ/) g (/ʃ/ con e e i), ç (/θ/; /s/ en zonas con seseo), y los dígrafos lh (/ʎ/), nh (/ɲ/) y -ss-. Algunas de estas formas aparecen en forma minoritaria en textos literarios de los siglos XIX y XX, usándose con coherencia y sistematicidad en las corrientes reintegracionistas actuales.